# Ołeksandr Sztraub
Ołeksandr Jakowycz Sztraub, ukr. Олександр Якович Штрауб, ros. Александр Яковлевич Штрауб, Aleksandr Jakowlewicz Sztraub (ur. 1904 w Odessie, zm. 1942, w Kraju Chabarowskim) – ukraiński piłkarz pochodzenia żydowskiego, grający na pozycji prawego napastnika, trener piłkarski.

## Kariera piłkarska

### Kariera klubowa
Przygodę z piłką nożną rozpoczął w drużynie gimnazjalnej w Odessie. W 1922 został piłkarzem klubu Kanatnyky Odessa. W 1933 występował w Charczowyku Odessa. W 1934 przeszedł do Dynama Odessa, w którym zakończył karierę piłkarską w 1935.

### Kariera reprezentacyjna
Bronił barw reprezentacji Odessy (1923-1935) i Ukraińskiej SRR (1928-1932).
W latach 1926–1931 rozegrał w reprezentacji ZSRR 9 nieoficjalnych meczów, w których strzelił 3 goli. Przez doznaną kontuzję nogi w 1932 nie mógł dalej kontynuować karierę reprezentacyjną.

## Kariera trenerska
W 1937 został aresztowany przez NKWD za fałszywe oskarżenia i wysłany do Syberii. W latach 1938–1940 trenował Dinamo Chabarowsk. W 1942 zmarł w łagrze w Kraju Chabarowskim.

## Sukcesy i odznaczenia

### Sukcesy klubowe
- wielokrotny mistrz Odessy i Ukraińskiej SRR

### Sukcesy indywidualne
- wybrany do listy 33 najlepszych piłkarzy ZSRR według magazynu FiS: Nr 1 (1930)

### Odznaczenia
- tytuł Zasłużonego Mistrza Sportu ZSRR: 1934